# Pseudohepatica
Pseudohepatica is een geslacht van korstmossen behorend tot de familie Ramalinaceae. De typesoort is Pseudohepatica pachyderma.

## Soorten
Volgens Index Fungorum bevat het geslacht twee soorten (peildatum december 2021):
| Soortnaam                 | Auteur(s)                             | Publicatiejaar |
| ------------------------- | ------------------------------------- | -------------- |
| Pseudohepatica duidensis  | V. Marcano, Palacios-Prü & A. Morales | 2000           |
| Pseudohepatica pachyderma | P.M. Jørg.                            | 1993           |